# Памфільська єпархія
Памфільська єпархія (також: Памфілонська, Памфілійська) — титулярна єпархія Константинопольської православної церкви.

## Історія
Історичним центром єпархії є Східна Фракія та стародавне місто Памфілон, сучасна територія Туреччини.
Єпархія відома від VIII століття як єпископія, від тоді ж належала до Іраклійської митрополії.
Не пізніше кінця XIX століття епископія стала титулярною.
Нині титул єпископа Памфільського є титулярний.

## Архієреї
- Михаїл (згадується у 787)
- Петро (згадується у 879)
- Костянтин (бл. XI ст.)
- Кирил (згадується у 1821)
- Меліссін (Христодулос) (1897-1914)[2]
- Герасим (Калокерінос) (27 вересня 1946-1972)
- Тимотей (Неґрепонтіс-Ґіаннісіс) (20 січня 1974-15 березня 1979)
- Хризостом (Дімітріадіс) (8 листопада 1980-20 квітня 2004)
- Даниїл (Зелінський) (з 10 травня 2008 року)[3]